# شامانيو (إزار)
شامانيو هي بلدية في إزار في جنوب شرق فرنسا.

## الجغرافيا
يشكل نهر بوربري الحدود الشمالية الغربية للبلدية.